# CONS
CONS es la abreviatura de Servicio de red orientado a conexión (en inglés Connection-Oriented Network). Es un tipo de protocolo de la capa de red.

## Diferencias entre servicios CONS y CLNS
- CONS: Connection-Oriented Network Service.
- CLNS: Connection Less Oriented Network Service.

|                              | Red CLNS (datagramas)                                                                                           | Red CONS (circuitos virtuales)                                                                                              |
| ---------------------------- | --- | --- |
| Establecimiento conexión     | No Orientado a Conexión, no es necesaria la conexión                                                            | Orientado a Conexión, es necesaria la conexión                                                                              |
| Direccionamiento             | Conmutación de paquetes, encaminamiento independiente para cada paquete, dirección completa de origen y destino | Conmutación de circuitos, mismo encaminamiento para todos los paquetes, cada paquete contiene el número de Circuito Virtual |
| Información de estado        | No se conserva información de estado                                                                            | Cada router o nodo intermedia ha de conocer todos los CV's existentes que hay cada momento                                  |
| Routing                      | La ruta es independiente para cada datagrama                                                                    | La ruta se establece al elegir el circuito virtual y todos los paquetes seguirán este camino                                |
| Efecto de fallo en un router | Se pierden los paquetes que se están transmitiendo                                                              | Los nodos afectados dejan de comunicar e intentan buscar un nuevo circuito virtual para transmitir                          |
| Calidad de servicio          | Difícil control de paquetes                                                                                     | Fácil el control de paquetes                                                                                                |
| Control de congestión        | Difícil, pero es más flexible ante congestiones en la red                                                       | Fácil |
| Control de errores y flujo   | Fácil | Control de flujo fácil y de errores, porque se transmiten los paquetes en orden secuencial                                  |

- Datos: Q2993438